# 上山俊幸
上山 俊幸（うえやま としゆき、1953年 - ）は、千葉商科大学商経学部教授。

## 略歴
- 東京都生まれ
- 都立国立高等学校卒業
- 東京工業大学大学院修士課程修了
- 日立電線株式会社、産能大学総合研究所、東京工芸大学女子短期大学部を経て、現職

## 主な著書
- 『原価管理導入のポイント』、日刊工業新聞社、昭和59年
- 『ベンチャービジネス経営成功の秘訣』日刊工業新聞社、昭和60年
- 『事務／文書管理』、建帛社、昭和62年
- 『情報処理』建帛社、昭和63年
- 『COBOL入門』建帛社、平成元年
- 『コンピュータ利用の統計学』、近代科学社、平成 4年
- 『情報リテラシと情報環境』、学術図書出版社、平成 9年
- 『経営情報システム』、共立出版、平成 9年
- 『MS-Officeを使ったパソコン活用』、学術図書出版社、平成10年
- 『改訂版 MS-Officeを使ったパソコン活用』、学術図書出版社、平成12年
- 『改訂版 情報リテラシと情報環境』、単著、学術図書出版社、平成12年
- 『3訂版 MS-Officeを使ったパソコン活用』、学術図書出版社、平成18年
- 『経営情報論』、日科技連出版社、平成19年
- 『教科書ICT』、日科技連出版社、平成20年

## 研究分野
- 経営情報システムをその構築方法からの研究
- 管理会計システムのあり方
- パーソナルコンピュータの利用技術
- 情報と文化の関係

## 所属学会
- 経営情報学会
- 管理会計学会
- 原価計算研究学会
- 教育システム情報学会
- 国際ＩＣＴ利用研究学会（副会長）

## リンク
- 公式サイト